# باونتی، ساسکاچوان
باونتی، ساسکاچوان (به انگلیسی: Bounty, Saskatchewan) یک منطقهٔ مسکونی در کانادا است که در ساسکاچوان واقع شده‌است. باونتی ۵ نفر جمعیت دارد.